# برايان توماس
برايان توماس (بالإنجليزية: Brian Thomas)‏ هو لاعب اتحاد الرغبي بريطاني، ولد في 18 مايو 1940 في ويلز في المملكة المتحدة، وتوفي في 9 يوليو 2012.

## وصلات خارجية
- برايان توماس عل موقع إسبنسكروم (الإنجليزية)